# Galeria de Artă „Nagy Imre”
Galeria de Artă „Nagy Imre” este un muzeu județean din Târgu Mureș, amplasat în Str. Köteles Sámuel nr.1. Galeria permanentă Nagy Imre s-a redeschis într-un spațiu nou în anul 2001 după ce ființase în incinta Bibliotecii Teleki în perioada 1959 - 1986. Astfel publicului iubitor de valori spirituale autentice i se oferă posibilitatea contemplării unui univers artistic evocator de energii interioare. O experiență trăită dincolo de convenții avea să-și pună puternic amprenta asupra personalității maestrului Nagy Imre. Claustrarea sa în intimitatea satului natal Jigodin, din zona Harghitei, refuzând tentațiile unei vieți urbane, va aduce cu sine cunoașterea unui mod specific de existență în care pitorescul locului se împletea cu realitățile sociale. Totul va fi transpus într-un mod original în vasta sa creație. Stapânind până la virtuozitate modalități tehnice diverse (acuarela, tempera, ulei), Nagy Imre va surprinde și eterniza bogația de lumină și culoare din spațiul depresiunii Cicului. Cu un admirabil simț al spațiului a transpus elementele naturii în armonizări animate de vibrații lirice ori în cadențe ritmice orientate spre vigoarea monumetalitatii. Adesea, în intimitatea cadrului natural, mereu proaspăt și vital, strecoară făpturi umane asupra cărora se revarsă reconfortant susurul apei, adierile vântului, reflexele vegetalului, chemările imensitatii cosmice. Nimic fastuos, nimic criptic și totuși atât de profund, de apropiat sufletului nostru. Cu un robust sentiment panteist cultivă încrederea în rosturile pozitive ale vieții, definitorie pentru un creator iubitor de frumusețe, adevăr și esență. Autodefinirile portretistice - care alcătuiesc un ciclu - ne releva prin fermitatea desenului și tensiunea culorilor, intransigența caracterului, vigoarea firii și luciditatea gândului.